# Hygrochroa turrialba
Hygrochroa turrialba är en fjärilsart som beskrevs av William Schaus 1910. Hygrochroa turrialba ingår i släktet Hygrochroa och familjen silkesspinnare. Inga underarter finns listade i Catalogue of Life.